# Stepan Company
Stepan Company (NYSE: SCL) è una azienda di prodotti chimici con sede a Northfield, Illinois. La compagnia fu fondata nel 1932 da Alfred C. Stepan, Jr., ed ha approssimativamente 1500 dipendenti. Attualmente è gestita dal nipote di Alfred, F. Quinn Stepan, Jr. L'azienda si descrive come il più grande produttore mondiale di tensioattivi anionici, che vengono utilizzati per migliorare le capacità di schiumatura e la pulizia dei detergenti, shampoo, dentifrici e cosmetici.

## L'estrazione della coca
La Coca-Cola include negli ingredienti un estratto di foglie di coca preparato dalla Stepan Company con sede a Maywood, New Jersey. L'impianto, conosciuto come il Maywood Chemical Works, è stato acquistato dalla Stepan nel 1959. L'impianto è l'unica entità commerciale negli Stati Uniti autorizzata dalla Drug Enforcement Administration ad importare foglie di coca, le quali provengono principalmente dal Perù. Circa 100 tonnellate di coca essiccata sono importate ogni anno. Le foglie, senza cocaina, sono vendute alla Coca-Cola Company per essere usate nei soft drink, mentre la cocaina viene venduta alla Mallinckrodt, una ditta farmaceutica, per scopi medicinali.